# Янг, Иэн
Джо́н Мью́ир Янг (англ. John Muir Young; 21 мая 1943, Нейлстон — 11 декабря 2019, Нейлстон) — шотландский футболист, играл на позиции флангового защитника.

## Биография

### Игровая карьера
Янг на протяжении семи сезонов играл за «Селтик», но при этом не являлся основным игроков «кельтов». В составе «Селтика» он стал чемпионом Шотландии и обладателем Кубка шотландской лиги, а в 1965 году был выигран Кубок Шотландии.
В 1967 году Янг из-за полученной травмы не играл в финале Кубка европейских чемпионов, в котором «Селтик» со счётом 2:1 обыграл миланский «Интер». Всего во всех турнирах за «Селтик» сыграл 133 матча и забил 3 гола.
В 1968 году Янг перешёл в «Сент-Миррен», в котором отыграл два сезона и в 1970 году в возрасте 27 лет завершил карьеру из-за травмы коленного сустава.

### Смерть
Скончался 11 декабря 2019 года в возрасте 76 лет.

## Достижения
«Селтик»
- Чемпион Шотландии (1) : 1965/66
- Обладатель Кубка Шотландии (1) : 1964/65
- Обладатель Кубка шотландской лиги (1) : 1965/66